# Conophyma przewalskii
Conophyma przewalskii is een rechtvleugelig insect uit de familie Dericorythidae. De wetenschappelijke naam van deze soort is voor het eerst geldig gepubliceerd in 1949 door Bey-Bienko.